# Un amore così grande 2014
Un amore così grande 2014 è un singolo del gruppo musicale italiano Negramaro, pubblicato il 15 aprile 2014 dalla Sugar Music.

## La canzone
Un amore così grande è un brano scritto da Guido Maria Ferilli e Antonella Maggio, interpretato originariamente da Mario Del Monaco nel 1976 e ripreso in seguito da Claudio Villa nel 1984. I Negramaro hanno realizzato una loro versione, riadattando testo e musica in chiave calcistica, da utilizzare come canzone ufficiale della Nazionale di calcio dell'Italia in vista dei Mondiali 2014 e in sostituzione di Cuore azzurro dei Pooh. La cover dei Negramaro è stata anche pubblicata come singolo su iTunes, e il ricavato delle vendite è stato devoluto in beneficenza alle società ONLUS AISM e AISLA per sostenere le loro ricerche scientifiche contro la sclerosi.
Il brano è stato eseguito dal vivo dalla band per la prima volta il 1º giugno 2014 in Piazza del Duomo a Milano, durante l'edizione 2014 di RadioItaliaLive - Il concerto.

## Video musicale
Il video ufficiale prodotto per il brano, diretto da Giovanni Veronesi, vede scene dove i Negramaro si esibiscono nello Stadio Via del Mare di Lecce alternate a immagini di repertorio della nazionale italiana di calcio.
Nel video vengono trasmesse alcune azioni salienti delle partite della Nazionale contro Spagna (10 agosto 2011), Malta (11 settembre 2012 e 26 marzo 2013), Danimarca (16 ottobre 2012 e 11 ottobre 2013), Francia (14 novembre 2012), Paesi Bassi (6 febbraio 2013), Brasile (21 marzo 2013), San Marino (31 maggio 2013), Haiti (11 giugno 2013), Argentina (14 agosto 2013), Bulgaria (6 settembre 2013), Armenia (11 ottobre 2013), Germania (15 novembre 2013) e Nigeria (18 novembre 2013).

## Tracce
Testi di Guido Maria Ferilli e Antonella Maggio, musiche di Giuliano Sangiorgi.
1. Un amore così grande 2014 – 3:55

## Formazione
- Giuliano Sangiorgi – voce, chitarra
- Emanuele Spedicato – chitarra
- Ermanno Carlà – basso
- Danilo Tasco – batteria
- Andrea Mariano – tastiera
- Andrea De Rocco – campionatore

## Classifiche
| Classifica (2014) | Posizione massima |
| ----------------- | ----------------- |
| Italia            | 2                 |